# Heterarmia subdilecta
Heterarmia subdilecta är en fjärilsart som beskrevs av Eugen Wehrli 1943. Heterarmia subdilecta ingår i släktet Heterarmia och familjen mätare. Inga underarter finns listade i Catalogue of Life.